# Vaixali
Vaixali o Vaisali (en sànscrit वैशाली Vaiśālī) fou un antic regne de l'Índia situat a l'actual estat de Bihar, al sud de Muzaffarpur. La capital fou probablement Basarh.
Fou un dels principals regnes budistes i Siddharta Gautama l'hauria visitat tres vegades. La confederació dels lichchavis va tenir la seva capital a Vaixali. Aquí es va celebrar el segon concili budista el 377 que va dividir el budisme en la branca del nord i la del sud.